# Rhaphidicyrtis
Rhaphidicyrtis är ett släkte av svampar. Rhaphidicyrtis ingår i ordningen Pyrenulales, klassen Eurotiomycetes, divisionen sporsäcksvampar och riket svampar.
|                | Requienellaceae                                 |
|                |                                                 |
|                | Massariaceae                                    |
|                |                                                 |
|                | Pyrenulaceae                                    |
|                |                                                 |
|                | Monoblastiaceae                                 |
|                |                                                 |
|                | Celotheliaceae                                  |
|                |                                                 |
|                | Xanthopyreniaceae                               |
|                |                                                 |
| Rhaphidicyrtis | \| \| Rhaphidicyrtis trichosporella \| \| \| \| |
|                | \| \| Rhaphidicyrtis trichosporella \| \| \| \| |
|                | Rhaphidicyrtis trichosporella                   |
|                |                                                 |

|  | Rhaphidicyrtis trichosporella |
|  |                               |